# G3: Rockin' in the Free World
| Críticas profissionais | Críticas profissionais |
| Avaliações da crítica  | Avaliações da crítica  |
| Fonte                  | Avaliação              |
| ---------------------- | ---------------------- |
| Allmusic               | [ 1 ]                  |

G3: Rockin' In The Free World é o CD ao vivo do show realizado pelo G3 em The Uptown Theater no Kansas, MO, em 21 de outubro de 2003. O CD foi lançado em 24 de fevereiro de 2004. Neste show, os guitarristas participantes foram Joe Satriani, Steve Vai e Yngwie Malmsteen.
A música "Reaping" do Steve Vai, presente apenas no CD, é toda ela composta por vários solos de guitarra utilizada em várias canções do repertório do Vai. Essa técnica é conhecida como Xenocronia.

## Faixas

### Disco 1

#### Joe Satriani
1. "The Extremist" - 3:51
2. "Crystal Planet" - 4:41
3. "Always With Me, Always With You" - 4:16
4. "Midnight" - 3:05
5. "The Mystical Potato Head Groove Thing" - 5:32

#### Steve Vai
1. "I Know You're Here" - 3:33
2. "Reaping" - 7:05
3. "Whispering a Prayer" - 9:27

#### Yngwie Malmsteen
1. "Blitzkrieg" - 2:48
2. "Trilogy Suite Op. 5: The First Movement" - 8:07
3. "Red House" (Jimi Hendrix) - 4:25
4. "Fugue" - 3:37
5. "Finale" - 2:54

### Disco 2

#### The G3 Jam
1. "Voodoo Child" (Hendrix) - 10:46
2. "Little Wing" (Hendrix) - 6:08
3. "Rockin' in the Free World" (Neil Young) - 12:29

## Prêmios e Indicações
A canção Whispering a Prayer concorreu ao Grammy de Best Rock Instrumental Performance, mas não ganhou.
| Ano  | Canção              | Prêmio        | Indicação                          | Resultado |
| ---- | ------------------- | ------------- | ---------------------------------- | --------- |
| 2004 | Whispering a Prayer | Grammy Awards | Best Rock Instrumental Performance | Indicado  |

## DVD
O DVD desta turnê foi nomeado como G3: Live In Denver e gravado no dia 20 de outubro de 2003.

### Faixas

#### Joe Satriani
1. "Satch Boogie"
2. "The Extremist"
3. "Starry Night"
4. "Midnight"
5. "The Mystical Potato Head Groove Thing"

#### Steve Vai
1. "I Know You're Here"
2. "Juice"
3. "I`m the Hell Outta Here (Feat. Tony Macalpine)"

#### Yngwie Malmsteen
1. "Evil Eye"
2. "Baroque 'n' Roll"
3. "Acoustic Guitar Solo"
4. "Adagio"
5. "Far Beyond the Sun"
6. "Amazing speed"

#### The G3 Jam
1. "Rockin' in the Free World" (Neil Young) - 12:29
2. "Little Wing" (Hendrix) - 6:08
3. "Voodoo Child" (Hendrix) - 10:46

### Vendas e certificações
O DVD recebeu certificação de platina da RIAA.
| País           | Empresa | Certificação | Vendas     | Data em que alcançou a certificação | Ref.  |
| -------------- | ------- | ------------ | ---------- | ----------------------------------- | ----- |
| Estados Unidos | RIAA    | Platina      | 1,000,000+ | 20 de Outubro de 2005               | [ 3 ] |

## Músicos

### Joe Satriani
- Joe Satriani - guitarras, vocais.
- Galen Henson - guitarra rítmica
- Matt Bissonette - baixo
- Jeff Campitelli - bateria

### Steve Vai
- Steve Vai - guitarras, vocais.
- Dave Weiner - guitarra rítmica
- Billy Sheehan - baixo
- Tony MacAlpine - teclados, guitarra
- Jeremy Colson - bateria

### Yngwie Malmsteen
- Yngwie Malmsteen - guitarras, vocais.
- Mick Cervino - baixo
- Joakim Svalberg - teclados
- Patrick Johansson - bateria